# Pavle Popović (homme politique)
Pour les articles homonymes, voir Pavle Popović et Popović.
Pavle Popović (en serbe cyrillique : Павле Поповић ; né au milieu du XVIIIe siècle au Monténégro et mort le 8 décembre 1816 à Vranić) était un homme politique et un diplomate serbe du Premier soulèvement serbe contre les Ottomans.

## Biographie
Au milieu du XVIIIe siècle, Todor et Milica Popović, avec leurs quatre enfants, vinrent s'installer à Vranić. Leurs fils Dimitrije et Atanasije furent ordonnés prêtres et Jovan, surnommé Joza, dirigea la coopérative Popović. Pavle, quant à lui, fut en quelque sorte préposé aux affaires « politiques ».
Après la révolte serbe de la krajina de Koča contre les Ottomans (1788), Pavle fut élu « prince » de Vranić et, dès avant le Premier soulèvement serbe (1804-1813), il lutta contre les Turcs. En 1804, il échappa au massacre des Princes (en serbe : Seča knezova) et réussit à sauver ses amis Janko Katić, Sima Marković et Milisav Čamdžija. À la fin de la première insurrection, il entra en conflit avec Karađorđe (Karageorges), le chef de la rébellion, et, en 1813, il se réfugia en Syrmie avec sa famille.
En 1815, au moment du Second soulèvement serbe, Pavle Popović rentra à Vranić pour contribuer à la lutte contre les Turcs et devint l'un des truchements entre les Ottomans et le prince Miloš Obrenović, le chef de la nouvelle insurrection. Il mourut à Vranić le 8 décembre 1816.